# E-Z Rollers
Die E-Z Rollers sind eine britische Band aus London. Sie besteht aus den drei Musiker Jay Hurren, Alex Banks und Kelly Richards, die seit den 1990ern gemeinsam Publikationen in der Musiksparte Drum and Bass veröffentlichen. Bevor sie ihr eigenes Musiklabel Intercom Recordings gründeten, wurde ihre Musik bei verschiedenen Labels, mehrfach bei Moving Shadow veröffentlicht. Den Durchbruch schafften sie mit ihrem Album Weekend World, das 1998 veröffentlicht wurde.
Jay Hurren und Alex Banks arbeiteten gemeinsam an Musikstücken für Foul Play und Peshay.
Mit Back To Love und Walk This Land hatten sie zwei Hits in den UK-Charts. Walk This Land wurde außerdem in den Soundtrack des Films Bube, Dame, König, grAs übernommen.
Ihr Lied Short Change ist die Hintergrundmusik des Titelbildschirms im Computerspiel Grand Theft Auto 2, ihr Song Breakbeat Generation ist die Titelmusik zum Computerspiel Rollcage Stage II und ihr Lied Retro ist die Hintergrundmusik des Hauptmenüs und ihr Song Soundclash ist die Hintergrundmusik des Intros im Computerspiel TOCA 2 Touring Cars.

## Alben
- Dimensions Of Sound (1996) Moving Shadow
- Weekend World (1998) Moving Shadow
- Titles Of The Unexpected (2002) Moving Shadow
- Lickable Beats (2003) Intercom
- Lickable Beats 2 (2005) Intercom
- Conductor (2007) Intercom